# Solletico

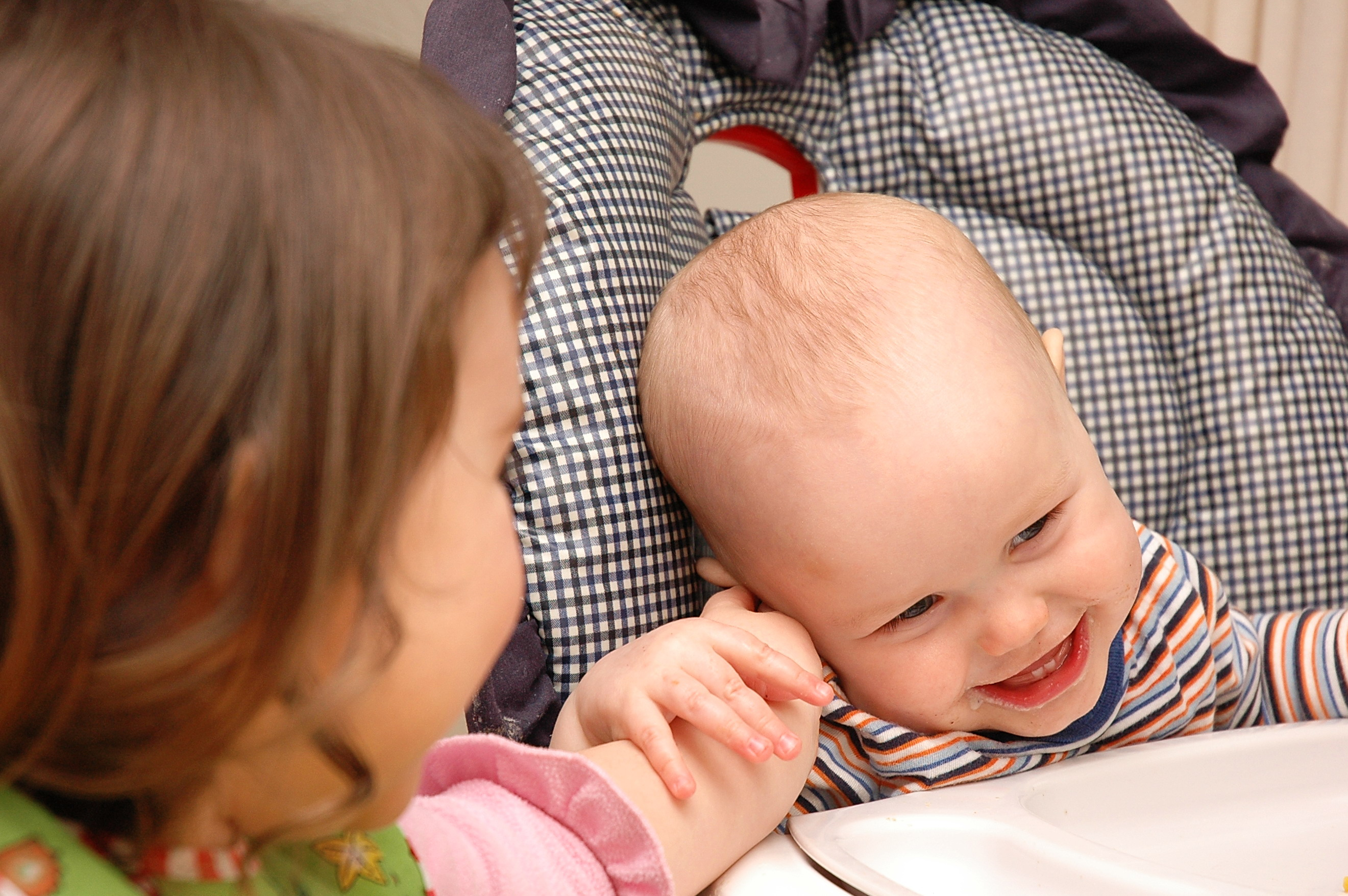
Una bambina gioca con un neonato facendogli il solletico.

Il solletico è un'azione fisiologica involontaria provocata dal tocco improvviso di una parte del corpo; questa reazione si manifesta causando in risposta al tocco movimenti involontari o risate.
Per metonimia, si indica con questo termine anche l'azione di toccare qualcuno allo scopo di provocare questa reazione (fare il solletico a qualcuno) o, più genericamente, l'atto di toccare lievemente qualcosa, anche un oggetto inanimato.
Dal punto di vista fisiologico, comunque, il solletico è un fenomeno che riguarda il sistema sensitivo e la sensibilità tattile. Le sensazioni provocate dal solletico possono a volte risultare piacevoli, o eccitanti, ma nella maggior parte dei casi vengono considerate spiacevoli, soprattutto quando il solletico viene prolungato nel tempo.

## Knismesi e gargalesi
Nel 1897 due psicologi, G. Stanley Hall e Arthur Alley, tracciarono una distinzione tra due differenti tipi di solletico: 
- il primo, che loro chiamarono knismesi, è una sensazione indotta dal leggerissimo tocco delle mani sulla pelle. Questo tipo di solletico non provoca risate, richiede bassi livelli di stimolazione tattile, può essere innescato anche dal lieve contatto di una piuma, o da una scarica elettrica a basso voltaggio ed è, spesso, accompagnato da una sensazione di prurito, anche se in alcuni casi può provocare piacere. Può essere indotto, anche, dalla presenza, sulla pelle, di insetti o altri piccoli artropodi, come i ragni, ed è stato per questo suggerito che possa essersi sviluppato nei vertebrati come un meccanismo di protezione verso i parassiti. La knismesi, infatti, si ritrova in molte specie animali superiori.
- il secondo tipo, chiamato gargalesi, è, invece, scatenato da una moderata e ripetuta pressione delle mani in determinate zone del corpo, e provoca in chi lo subisce risate e movimenti istintivi per sottrarsi al fastidio del solletico. Questo tipo di reazione è stato documentato solo nell'uomo e nei primati, e viene considerato come un meccanismo correlato al gioco, con implicazioni psicologiche e sociali più che fisiologiche. Una conferma in questo senso è data dal fatto che, mentre è possibile autoprovocarsi la knismesi toccandosi la pelle, la gargalesi viene provocata solamente dal contatto di una seconda persona.

## Fisiologia del solletico
Esistono evidenze sperimentali che indicano come la sensazione di solletico venga mediata da segnali provenienti dalle fibre nervose coinvolte nella ricezione degli stimoli del dolore e del tatto. Nel 1939 un neurofisiologo svedese, Yngve Zotterman, studiò la knismesi nei gatti, misurando il potenziale d'azione che si induceva nelle fibre nervose di questi animali in seguito alla stimolazione della pelle con un batuffolo di cotone. Zotterman scoprì appunto che la sensazione di solletico dipendeva, in gran parte, dai nervi del dolore. Ulteriori evidenze in questo senso provengono da studi che dimostrano come nei pazienti i cui nervi del dolore vengono tagliati chirurgicamente (una pratica utilizzata per trattare i pazienti afflitti da dolore cronico), anche la risposta agli stimoli del solletico viene attenuata. D'altro canto però, esistono casi documentati di pazienti incapaci di provare dolore fisico, in seguito a danneggiamenti della colonna vertebrale, in grado comunque di percepire il solletico; questo lascia suggerire come il solletico potrebbe anche dipendere dai nervi associati al tatto.
Può essere interessante notare come le aree più sensibili al tatto non siano quelle più sensibili al solletico: nella maggior parte delle persone, per esempio, i palmi delle mani (una delle zone cutanee maggiormente innervate) risultano essere molto meno sensibili al solletico delle piante dei piedi. Altre zone molto sensibili al solletico sono, nella maggior parte degli esseri umani, le ascelle, i lati del busto, il collo ed il ventre. Alcune evidenze suggeriscono, infine, che le risate associate alla gargalesi siano frutto di una reazione psicologica più che fisiologica: le persone molto sensibili al solletico, infatti, spesso iniziano a ridere prima ancora di essere effettivamente toccate.

## Aspetti sociologici del solletico

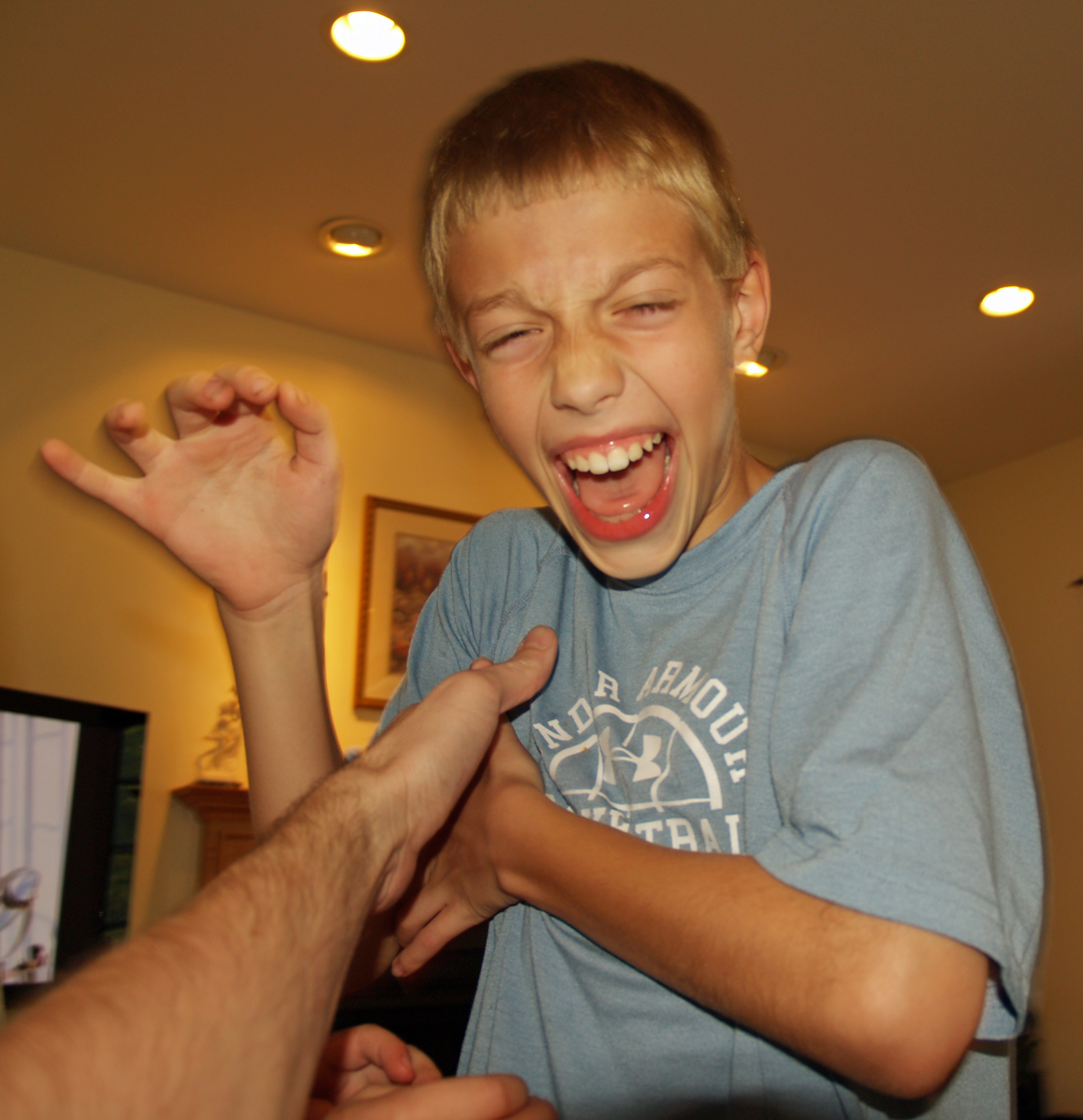
Bambino solleticato

Nella psicologia infantile, il solletico viene definito come un'attività tesa ad instaurare legami tra i bambini e i loro genitori. Nell'età infantile infatti, il solletico costituisce sia una fonte di piacere, correlata al fatto di essere toccati da un genitore, sia un legame di fiducia, che, dopo essersi instaurato in questo modo, permette al genitore di toccare il bambino anche in situazioni sgradevoli, quali la necessità di curare una ferita dolorosa. Questo rapporto genitore-figlio correlato al solletico prosegue normalmente per tutta l'infanzia, fino all'inizio dell'adolescenza.
Un altro esempio di solletico come relazione sociale in età infantile è quella che si instaura tra fratelli di età simile tra di loro. Molti studi di psicologia hanno infatti mostrato che è una pratica comune, tra bambini, utilizzare il solletico come un metodo alternativo alla violenza utilizzato per punire o intimidire un fratello.
Così come avviene con i genitori o i fratelli, il solletico viene anche utilizzato per instaurare legami sociali tra amici, ed è classificato dagli psicologi come parte importante del gioco, permettendo un alto grado di intimità e di interazione cognitiva. Durante l'adolescenza, il solletico è utilizzato anche come uno sfogo sessuale tra individui, correlato con i giochi erotici, con i preliminari sessuali e, in generale, con il sesso.
Un eccessivo interesse per il solletico che permane nell'età adulta, invece, è stato descritto in alcuni casi come una forma di disturbo compulsivo, ovvero, se praticato come unica forma di attività sessuale per un tempo molto prolungato, viene fatto rientrare nella categoria delle parafilie. La pratica sessuale del solletico è comunemente definita tickling.

## Aspetti evolutivi e comportamentali del solletico
Il solletico è probabilmente uno dei comportamenti umani più comuni. 
Molti grandi pensatori, sin dall'antichità, si sono interrogati sulla natura delle risposte fisiologiche e psicologiche del solletico; tra di essi possono essere ricordati Platone, Francis Bacon, Charles Darwin, e Galileo Galilei, l'ultimo dei quali scrive filosoficamente sul solletico nel suo libro Il Saggiatore:
Io credo che con qualche esempio più chiaramente spiegherò il mio concetto. Io vo movendo una mano ora sopra una statua di marmo, ora sopra un uomo vivo. Quanto all'azione che vien dalla mano, rispetto ad essa mano è la medesima sopra l'uno e l'altro soggetto, ch'è di quei primi accidenti, cioè moto e toccamento, né per altri nomi vien da noi chiamata: ma il corpo animato, che riceve tali operazioni, sente diverse affezioni secondo che in diverse parti vien tocco; e venendo toccato, verbigrazia, sotto le piante de' piedi, sopra le ginocchia o sotto l'ascelle, sente, oltre al comun toccamento, un'altra affezione, alla quale noi abbiamo imposto un nome particolare, chiamandola solletico: la quale affezione è tutta nostra, e non punto della mano; e parmi che gravemente errerebbe chi volesse dire, la mano, oltre al moto ed al toccamento, avere in sé un'altra facoltà diversa da queste, cioè il solleticare, sì che il solletico fusse un accidente che risiedesse in lei. Un poco di carta o una penna, leggiermente fregata sopra qualsivoglia parte del corpo nostro, fa, quanto a sé, per tutto la medesima operazione, ch'è muoversi e toccare; ma in noi, toccando tra gli occhi, il naso, e sotto le narici, eccita una titillazione quasi intollerabile, ed in altra parte a pena si fa sentire. Or quella titillazione è tutta di noi, e non della penna, e rimosso il corpo animato e sensitivo, ella non è più altro che un puro nome. Ora, di simile e non maggiore esistenza credo io che possano esser molte qualità che vengono attribuite a i corpi naturali, come sapori, odori, colori ed altre.
In tempi più recenti, gli scienziati hanno prodotto diverse teorie, sia in ambito medico che sociologico, per tentare di dare una risposta agli stessi quesiti.
Una delle domande attualmente insolute è perché alcune persone siano più sensibili di altre al solletico (in particolare alla gargalesi). Tali differenze non sembrano dipendere dal sesso degli individui, o più in generale dalla fisiologia dell'organismo, quanto piuttosto da motivazioni psicologiche proprie dei diversi individui.
Nel 1924 J.C. Gregory, uno psicologo, ha notato come le parti del corpo più sensibili al solletico siano anche quelle più vulnerabili nel combattimento corpo a corpo. Egli ha perciò proposto una teoria secondo la quale il solletico potrebbe aver conferito un vantaggio evolutivo agli uomini primitivi, spingendo gli individui a proteggere con più attenzione i propri punti vitali durante la lotta.
Un'altra teoria, correlata a questa, suggerisce che il solletico promuova lo sviluppo inconscio delle abilità di combattimento. Come menzionato precedentemente, il solletico, specialmente nell'età infantile, viene praticato sui bambini principalmente dai genitori, dai fratelli e dagli amici e, nell'ottica di questa teoria, potrebbe costituire una forma di gioco atta a sviluppare tecniche difensive e di combattimento. Sempre secondo questa teoria, il fatto che il solletico stimoli le risate incoraggia chi pratica il solletico sul bambino a continuare, spinto da un atteggiamento – la risata – che, sebbene involontario, viene interpretato positivamente, permettendo la continuazione del gioco e incrementando così il suo valore formativo.
Un'ultima teoria, infine, indica come un'estrema sensibilità al solletico possa costituire anche una forma “simpatica” di difesa dell'organismo a chi cerca di avvicinarglisi. Il solletico, infatti, si fa sulla pelle, cioè su quello che è il confine fra il nostro corpo e il mondo, ovvero, se vogliamo, fra il “dentro” e il “fuori” di noi. Quindi soffrire il solletico può permettere, per esempio, di proteggersi da chi cerca di avvicinarsi troppo.